# لوني روز
لوني روز (بالإنجليزية: Loni Rose)‏ هي مغنية مؤلفة أمريكية، ولدت في عقد 1970.

## وصلات خارجية
- لوني روز على موقع ميوزك برينز (الإنجليزية)